# 須坂長野東インターチェンジ

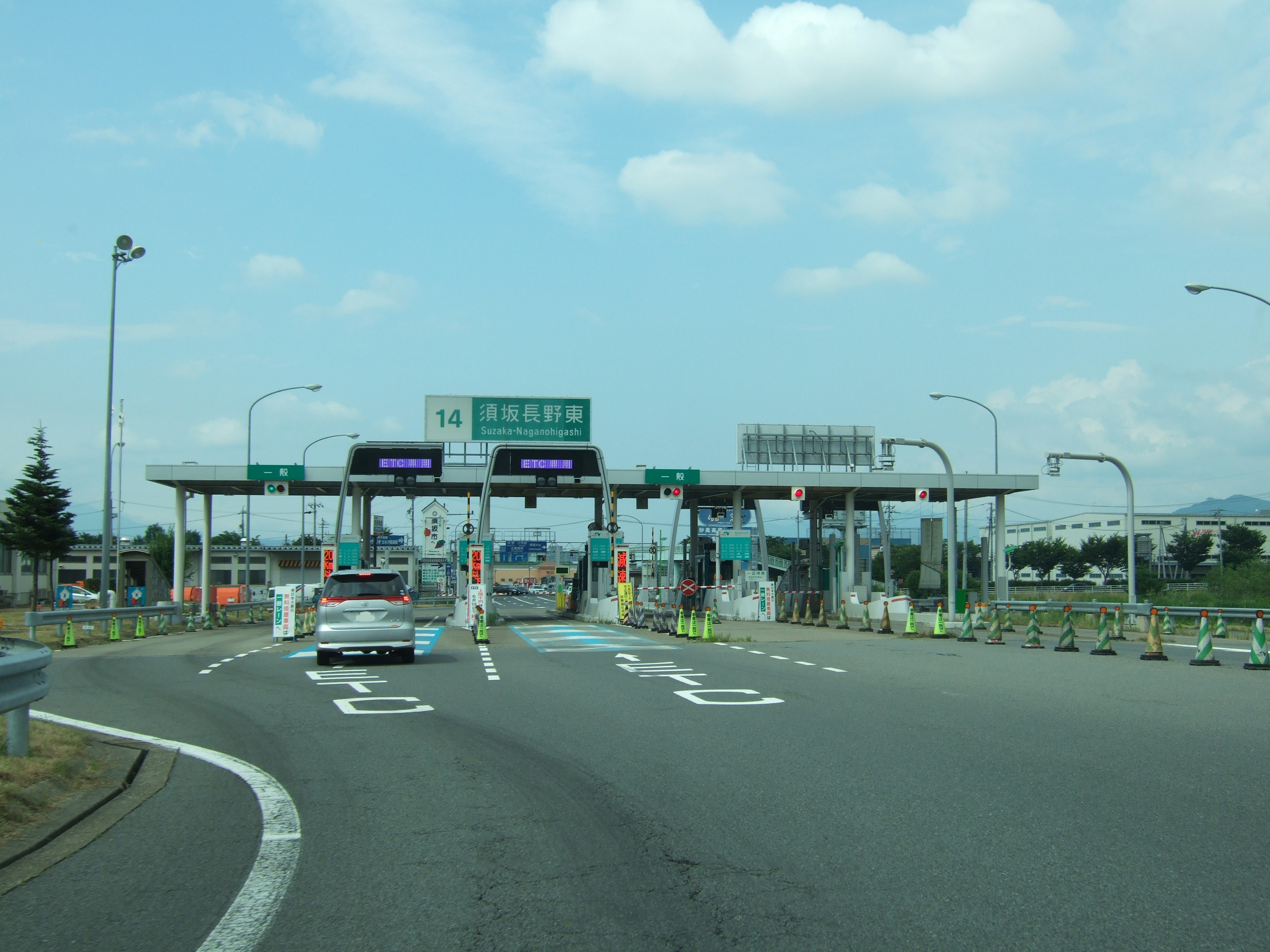
須坂長野東インターチェンジ（出口料金所）

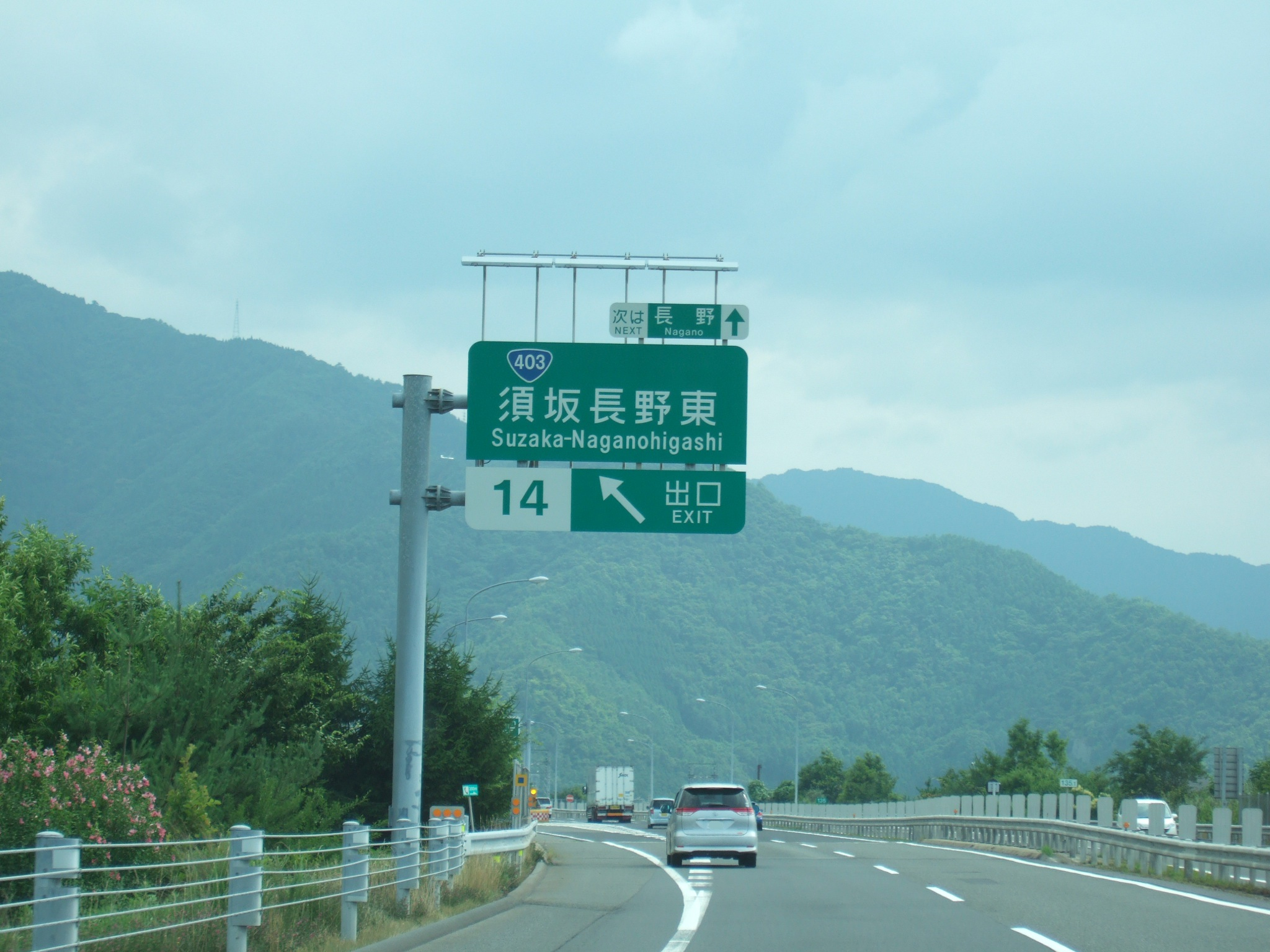
上り線の出口標識

須坂長野東インターチェンジ（すざかながのひがしインターチェンジ）は、長野県須坂市と長野市にまたがる上信越自動車道のインターチェンジである。
須坂市、長野市東部および北部、上高井郡小布施町、上高井郡高山村などにアクセスする場合に利用される。なお、上り線の出口標識上部には、『次は 長野』と書かれた看板が存在する。

## 道路
- E18 上信越自動車道（14番）

## 接続する道路
- 国道403号
- 長野県道58号長野須坂インター線

## 料金所
- ブース数：6

### 入口
- ブース数：2
  - ETC専用：1
  - ETC・一般：1

### 出口
- ブース数：4
  - ETC専用：2
  - 一般：2

## 須坂長野東インターチェンジ周辺大規模開発
須坂市は須坂長野東インターチェンジ周辺において、地域未来投資促進法に基づいて大規模商業施設や流通団地、産業団地の招致とその周辺の整備をするとしている。
2021年9月28日、市は観光集客施設用地に出店する企業がイオンモール、ルートインジャパン、アークランドサカモト（現・アークランズ）の3社であると明らかにした。開業は2024年の予定。なお、イオンモール須坂は資材価格高騰などの関係で開業が2025年の秋頃にずれ込んだ。

## 周辺
- 長野電鉄
  - 長野線 - 村山駅、日野駅、須坂駅
- 信濃川
- エムウェーブ（長野オリンピック記念館）
- 若穂多目的広場
- ガスト須坂インター店
- ココス須坂インター店
- 本久デイツー須坂インター店
- 蔦屋書店須坂店
- ラ・ムー長野東インター店
- 岩松院

## 利用状況
- 2006年度の年間出入交通量は4,609,825台であった。

## 隣
E18 上信越自動車道
(13)長野IC - 若穂SIC（事業中） - (14)須坂長野東IC - (14-1)小布施PA/スマートIC - (15)信州中野IC